# Aït Chiker
 (juin 2012).
Si vous disposez d'ouvrages ou d'articles de référence ou si vous connaissez des sites web de qualité traitant du thème abordé ici, merci de compléter l'article en donnant les références utiles à sa vérifiabilité et en les liant à la section « Notes et références ».
Aït Chiker (berbère : ⴰⵢⵜ ⵛⵉⴽⵔ) est une petite ville du nord-est du Maroc, dans la région du Rif, de la province de Nador à 4 km de Melilla, et à 25 km de la ville de Nador.

## Présentation
D'un peu moins de 5 000 habitants en 2006, la population est essentiellement berbérophone. Une partie importante de la population parle et comprend l'espagnol notamment grâce à la proximité de l'enclave espagnole de Melilla.
Beni Chiker est l'un des haut-lieux de la lutte contre les armées espagnoles puis françaises qui agissaient officiellement en vertu des accords du protectorat passés par le sultan du Maroc, Moulay Abd al-Hafid, avec la France et avec l'Espagne, lors de la guerre du Rif. Ils réussirent à repousser les colons depuis 1908 avec Mohamed Améziane. Cette région est considérée comme précurseur de la guerre du Rif, ayant réussi à repousser pendant 5 ans les Espagnols avec Mohamed Améziane jusqu’à sa mort puis rejoignant les rangs de Abdelkrim el-Khattabi.
Dans les années 1960, des centaines de travailleurs ont quitté le village pour l'Europe.
Le village est connu pour son marché du dimanche (souk) et sa caserne espagnole, aujourd'hui détruite.

## Composition tribale
Les Aït Chichar (Beni Chiker) font partie de la confédération des Iquer'yen. Nous retrouvons à l'intérieur de cette ensemble les tribus suivantes:
- Abduna 
- Bekkioua
- Beni Othman (ou Atman)
- Beni bouyaghmaren
- Iboulkediden

## Personnalités
- Munir El Kajoui, footballeur international marocain, est originaire de Aït Chiker ;
- Mohamed Choukri, écrivain marocain, est né à Aït Chiker en 1935 ;
- Najat Vallaud-Belkacem, femme politique française d'origine marocaine, est née à Aït Chiker en 1977[2].

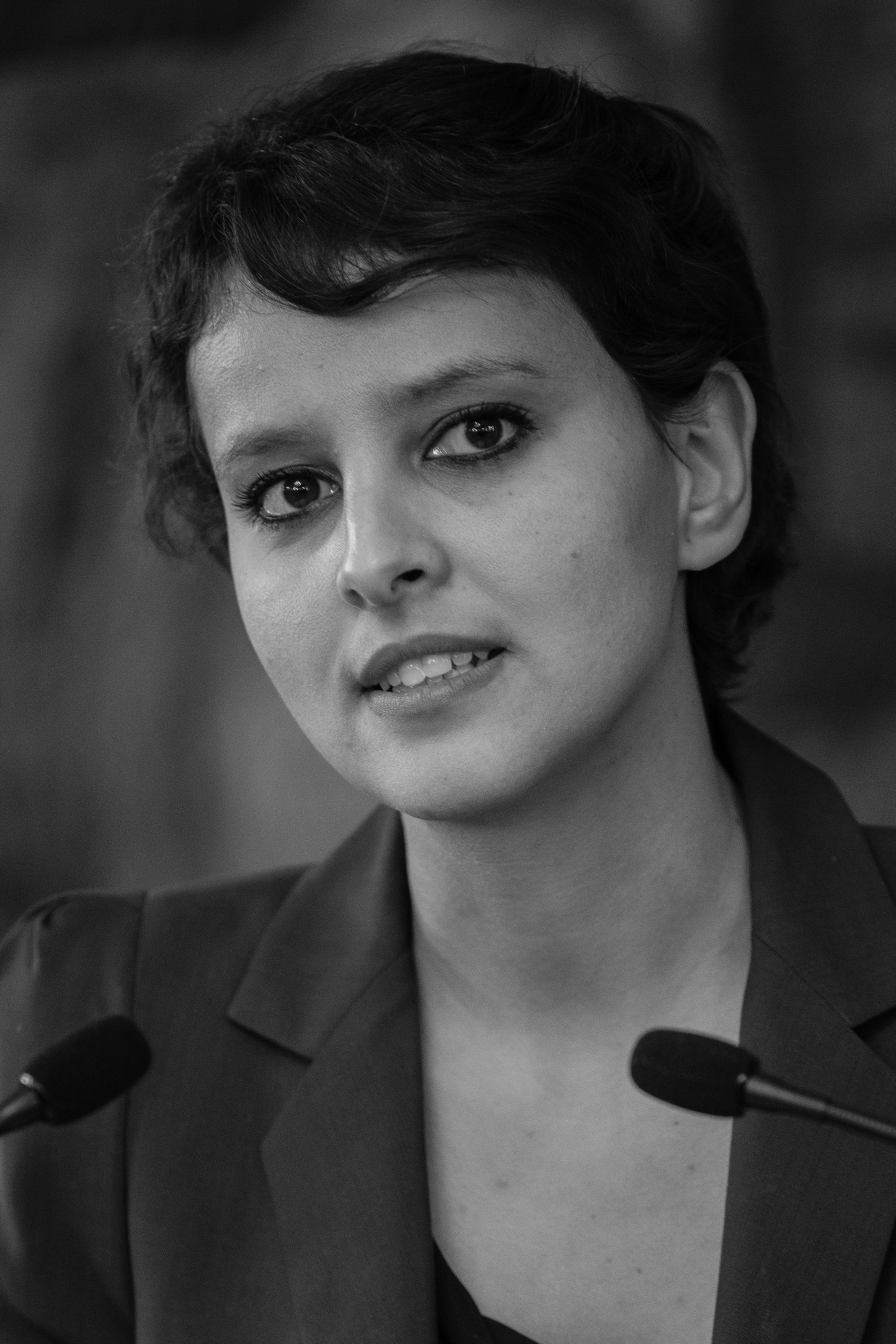
Najat Vallaud-Belkacem.